# Bellur, Virajpet
Bellur là một làng thuộc tehsil Virajpet, huyện Kodagu, bang Karnataka, Ấn Độ.